# Сан-Мартіню-ду-Пезу
Сан-Мартіню-ду-Пезу (порт. São Martinho do Peso; МФА: [ˈsɐ̃w maɾ.ˈti.ɲu du ˈpe.zu]) — парафія в Португалії, у муніципалітеті Могадору. Розташована в північно-східній частині країни, на теренах історичної португальської провінції Трансмонтана. Входить до складу округу Браганса. За адміністративним поділом, чинним до 1976 року, терени парафії були складовою провінції Трансмонтана і Верхнє Дору. Належить до Брагансько-Мірандської діоцезії Католицької церкви. Патрон — Мартин Турський. Площа — 52,1915 км². Населення — 355 ос. (2011). Слабо урбанізований регіон. Густота населення — 6,8 осіб/км²
. Код — 040817.

## Населення
| Кількість мешканців | Кількість мешканців | Кількість мешканців | Кількість мешканців | Кількість мешканців | Кількість мешканців | Кількість мешканців | Кількість мешканців | Кількість мешканців | Кількість мешканців | Кількість мешканців | Кількість мешканців | Кількість мешканців | Кількість мешканців | Кількість мешканців |
| ------------------- | ------------------- | ------------------- | ------------------- | ------------------- | ------------------- | ------------------- | ------------------- | ------------------- | ------------------- | ------------------- | ------------------- | ------------------- | ------------------- | ------------------- |
| 1864                | 1878                | 1890                | 1900                | 1911                | 1920                | 1930                | 1940                | 1950                | 1960                | 1970                | 1981                | 1991                | 2001                | 2011                |
| 878                 | 931                 | 908                 | 999                 | 922                 | 819                 | 831                 | 1 004               | 1 168               | 991                 | 733                 | 779                 | 456                 | 441                 | 355                 |